# Jordan (Texas)
Jordan è una comunità non incorporata degli Stati Uniti d'America, situata nella contea di Bastrop dello Stato del Texas. 

## Geografia
Jordan è situata a latitudine 29.941 e longitudine -97.335, ad un'altitudine di 436 piedi (pari a 132 metri) sul livello del mare.

## Istruzione
Gli studenti della comunità frequentano il Bastrop Independent School District.